# Хонгконг на Светском првенству у атлетици на отвореном 2023.
Хонгконг је учествовао на 19. Светском првенству у атлетици на отвореном 2023. одржаном у Будимпешти од 19. до 27. августа деветнаести пут, односно, учествовао је на свим првенствима до данас. Репрезентацију Хонгконга представљао је 1 такмичар који се такмичио у скоку удаљ.,.
На овом првенству такмичар Хонгконга није освојиo ниједну медаљу нити је оствариo неки резултат.

## Учесници
Мушкарци: 
- Минг Тај Чан — Скок удаљ

## Резултати

### Мушкарци
| Атлетичарка  | Дисциплина | Лични рекорд | Квалификације | Квалификације | Полуфинале | Полуфинале | Финале               | Финале       | Детаљи |
| Атлетичарка  | Дисциплина | Лични рекорд | Резултат      | Место         | Резултат   | Место      | Резултат             | Место        | Детаљи |
| ------------ | ---------- | ------------ | ------------- | ------------- | ---------- | ---------- | -------------------- | ------------ | ------ |
| Минг Тај Чан | Скок удаљ  | 8,12 НР      | 7,60          | 15. у гр. А   |            |            | Није се квалификовао | 27 / 43 (44) |        |